# Biaysse
Biaysse – rzeka we Francji, przepływająca przez teren departamentu Alpy Wysokie, o długości 17,4 km. Stanowi dopływ rzeki Durance.